# Estonia (Zeitschrift)
estonia war von 1985 bis 2004 der Name einer zunächst vielsprachigen, später deutschsprachigen Zeitschrift für estnische Literatur und Kultur. Sie trug die ISSN 0930-8792.

## Geschichte
Die Gründung einer Zeitschrift, die sich ausschließlich mit der estnischen Literatur befassen sollte, wurde im Januar 1984 von Cornelius Hasselblatt aus Hamburg und Tapio Mäkeläinen aus Helsinki, damals noch Studenten der Finnougristik, während eines Treffens in Hamburg beschlossen. Nach einem Jahr Vorbereitung erschien die erste Nummer im Februar 1985.
Die ersten sechs Jahrgänge (1985 bis 1990) war die Zeitschrift vielsprachig und erschien viermal im Jahr. Druckort war Hamburg (bis auf 1990, wo in Helsinki und Tallinn gedruckt wurde). Der Umschlag wurde von Epp Meisner in Estland gestaltet (1989 und 1990 von Aavo Ermel). Die Redaktion war auf Hamburg und Helsinki verteilt.
Die Intention der Redaktion war, „eine internationale, daher polyglotte und grenzüberschreitende wie Grenzen überwindende Zeitschrift herauszugeben“. In der ersten Ausgabe heißt es: „ESTONIA soll überall gelesen werden: In Helsinki und Budapest, in Hamburg und Tallinn, in Moskau und Toronto, in Stockholm und Tartu“.
Nach der politischen Wende von 1989/1991 und der Wiedererlangung der estnischen Unabhängigkeit schien die Zeitschrift zunächst eingeschlafen zu sein, aber 1992 erfolgte eine Neugründung durch den in Frankfurt/Main ansässigen dipa-Verlag. Von nun an erschien die Zeitschrift nur noch zweimal im Jahr und war ausschließlich deutschsprachig. Seit 1996 wurde estonia vom estnischen Kulturministerium und später vom Estnischen Kulturkapital gefördert.
Nach dem Konkurs des dipa-Verlags erschien die Nummer 2/2000 im Selbstverlag. Danach sind noch sieben Hefte (1/2001–2004) im Hempen-Verlag in Bremen erschienen. Die Nummer von 2004 war die Abschlussnummer.

## Zusammensetzung der Redaktion

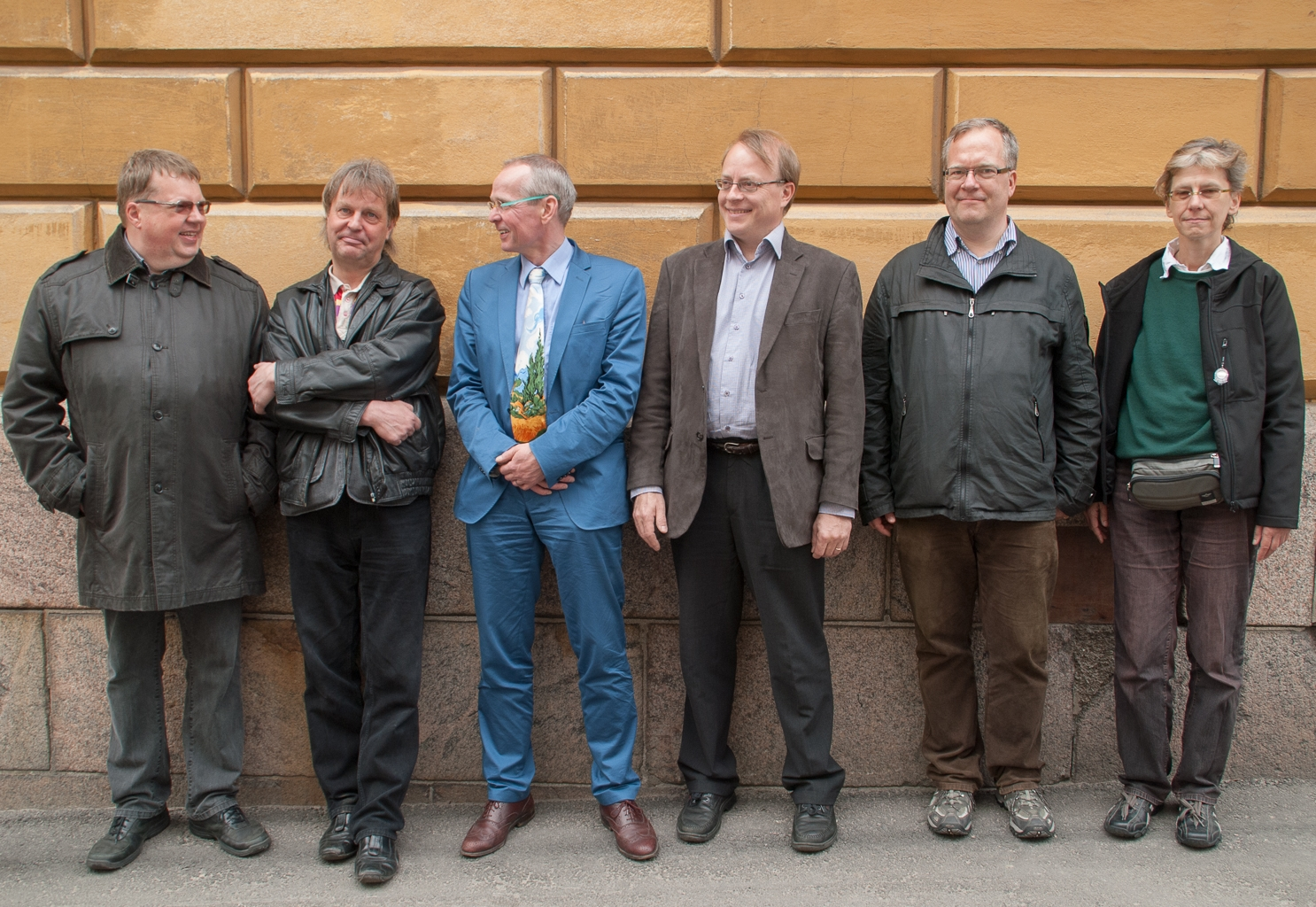
Das Redaktionsteam von 1988 in einer Aufnahme von 2013. V. l. n. r. Tapio Mäkeläinen, Hannu Oittinen, Cornelius Hasselblatt, Riho Grünthal, Jack Rueter, Iris Réthy; Foto von Harri Sundell.

- 1985: Cornelius Hasselblatt, Tapio Mäkeläinen
- 1986: Cornelius Hasselblatt, Tapio Mäkeläinen, Iris Réthy, Jack Rueter, Hannu Oittinen
- 1987–1988: Cornelius Hasselblatt, Tapio Mäkeläinen, Iris Réthy, Jack Rueter, Hannu Oittinen, Riho Grünthal
- 1989: Cornelius Hasselblatt, Tapio Mäkeläinen, Iris Réthy, Jack Rueter, Hannu Oittinen, Riho Grünthal, Aet Bergmann
- 1990: Cornelius Hasselblatt, Tapio Mäkeläinen, Iris Réthy, Jack Rueter, Riho Grünthal, Aet Bergmann
- 1992: Irja Grönholm, Cornelius Hasselblatt
- 1993–2004 Irja Grönholm, Cornelius Hasselblatt, Marianne Vogel

Außerdem war Gisbert Jänicke, ohne offiziell Mitglied der Redaktion zu sein, von 1992 bis 2004 regelmäßiger Mitarbeiter.

## Statistik zum Inhalt
- In den ersten sechs Jahrgängen wurden Beiträge in insgesamt 15 Sprachen gedruckt: Deutsch, Estnisch, Finnisch, Englisch, Esperanto, Französisch, (Neu-)Hebräisch, Italienisch, Lateinisch, Lettisch, Litauisch, Niederländisch, Russisch, Schwedisch und Ungarisch.

- Der Gesamtumfang aller 47 Hefte beläuft sich auf über 2.600 Seiten.

- Beinahe 200 Bücher wurden rezensiert (die Mehrheit der Rezensionen, beinahe drei Viertel, ist deutsch).

- Allein in den deutschsprachigen Ausgaben (1992–2004) wurden 22 Lyriker mit einer übersetzten Gedichtauswahl vorgestellt: Artur Alliksaar (1/1994), Betti Alver (1/1992), Contra (2/2002), Andres Ehin (2/1996), Kristiina Ehin (2004), Jaan Kaplinski (1/1999), Doris Kareva (1/1998), Jaan Kross (1/1995), Hasso Krull (2/2001), Ilmar Laaban (2/2000), Leonhard Lapin (1/2003), Viivi Luik (2/1999), Ene Mihkelson (2/1995), Ellen Niit (2/1998), Tõnu Õnnepalu (1/1996), Kristian Jaak Peterson (1/2001), Paul-Eerik Rummo (2/1997), Mats Traat (2/1994), Debora Vaarandi (1/1993), Mari Vallisoo (2/2003), Elo Viiding (1/2002), Juhan Viiding (1/1997).

- Ebenso wurden allein in den deutschsprachigen Ausgaben (1992–2004) 22 Autoren mit Prosa vorgestellt: Maimu Berg (1/1995, 2/1996 und 1/2001), Jüri Ehlvest (1/1999), Mehis Heinsaar (2004), Jaan Kaplinski (2/2002), Merle Karusoo (2/1999 und 2/2002), Andrus Kivirähk (2/1997, 2/2000, 2/2001 und 2/2003), Jaan Kross (1/1998), Jaan Kruusvall (1/2002), Viivi Luik (1/2003), Ülo Mattheus (1/1994 und 1/2003), Mihkel Mutt (2/1998 und 1/2003), Dagmar Normet (2/2003), Eeva Park (2/1996), Asta Põldmäe (1/1997 und 1/2000), Peeter Puide (2/2003), Helju Rebane (1/1996), Karl Ristikivi (2/1995), Mari Saat (2/1994), Jaan Tätte (1/2001), Mati Unt (1/1992), Enn Vetemaa (2/2001) Toomas Vint (2/1998).

- Zweimal ist ein Gesamtregister der Beiträge veröffentlicht worden:
  - In Heft 2/2000 (S. 65–87) für die Jahre 1985 bis 2000 mit insgesamt 550 Einträgen.
  - In Heft 2004 (S. 72–76) für die Jahre 2001 bis 2004 mit insgesamt 68 Einträgen.

## Wirkung
Erstmals in estonia veröffentlicht wurden zwei Briefe der estnischen Nationaldichterin Lydia Koidula (2/1985), die in Budapest entdeckt worden waren. Sie wurden erst danach auch in Estland publiziert. Ebenfalls wurde in Heft 1/1997 ein bis dahin unbekannter Brief von Gustav Suits publiziert, der in einem antiquarischen Buch entdeckt worden war. Des Weiteren haben viele junge Autoren aus Estland in estonia Gedichte veröffentlicht. Für viele Übersetzer bot die Zeitschrift eine erste Publikationsmöglichkeit.
In der Sowjetunion war man anfangs skeptisch, da man nicht genau wusste, wie man mit einer Zeitschrift, die zwar aus dem Westen, aber eindeutig nicht aus Exilkreisen kam, umgehen sollte. Anfangs konnte jemand aus Sowjetestland, der in estonia publizierte, Schwierigkeiten bekommen. So war in Nummer 3/1985 eine Abhandlung von Sirje Kiin über Uku Masing erschienen, der kurz zuvor in Tartu gestorben war. Da Masing jedoch Persona non grata in Sowjetestland war, durfte über ihn nichts erscheinen. Folglich erhielt Kiin eine Weile Publikationsverbot, d. h., sie schrieb etwa ein Jahr lang unter dem Pseudonym Jüri Kiis.
In Westeuropa bot die Zeitschrift einer kleinen Schar Estland-Fans (die Abonnementszahl war nie höher als gut 200) die Möglichkeit, Informationen über die estnische Literatur und Kultur in ihrer Muttersprache zu bekommen. Sie ist in ca. einem Dutzend wissenschaftlichen Bibliotheken vorhanden.
In der Rückschau wurde estonia im Zusammenhang mit der estnischen Zeitschrift Vikerkaar („Regenbogen“) besondere Bedeutung zugemessen. Rein Ruutsoo behauptet in seinen Erinnerungen: "Der Fall Estonia (d. h. die Entstehung der Zeitschrift|) hat sich auf uns aber positiv ausgewirkt – Veidemann [der erste Chefredakteur von Vikerkaar] meinte, dass dies die Geburt von Vikerkaar beschleunigt habe.

## Trivia
Als der dipa-Verlag im Jahre 2000 schon dem Konkurs entgegensah, wurde die komplette Auflage von etwa 200 Stück von der Druckerei versehentlich an die Redaktion und nicht an den Verlag geschickt. Die Redaktion nahm sich ihre Belegexemplare heraus und schickte den Rest an den Verlag, der für den Vertrieb an die Abonnenten verantwortlich war. Das funktionierte jedoch nicht mehr, und so ist Nummer 1/2000 weitgehend verlorengegangen.